# Oceangrav
En oceangrav er en lang sænkning af havbunden i grænsen mellem to konvergerende  tektoniske plader.
Grænsen mellem en oceanbundsplade og en kontinentalplade (eller to kontinentalplader) hvor den ene dykker under den anden, benævnes en nedsænkningszone, og der opstår en grav. Hvilken plade, der dykker under hvilken, afhænger af vægten på pladerne, da den tungeste (f.eks. oceanbundspladen) vil dykke under den letteste.
En undtagelse fra de destruktive pladegrænser er Caymanrenden i det Caribiske Hav hvor de underliggende tektoniske plader flytter sig fra hinanden.

## Større grave
- Caymanrenden (dybde ned til 7.686 m)
- Filippinergraven (dybde ned til 10.540 m)
- Marianergraven (dybde ned til 10.924 m – Challengerdybet)